# 平方千米阵
平方千米阵（英語：Square Kilometre Array，缩写为）是一個政府間國際無線電望遠鏡項目，正在澳洲（低頻，平方公里阵列低频射电望远镜）和南非（中頻）建造。 合併基礎設施、平方千米陣列天文台 (SKAO) 和總部位於英國的卓瑞爾河岸天文台。 SKA核心正在南半球建造，因為銀河系的視野最好，無線電幹擾也最少。
平方千米阵计划是计謀划中的下一代巨型射电望远镜阵列，工作在0.10–30GHz的波段，有效接收面积可以达到大约1平方公里，灵敏度将比目前世界上最大的射电望远镜还要高50倍。平方千米阵将由上千台天线组成，其中有一半天线位于中央直径5公里的区域内，另有四分之一的天线散布在周围150公里的区域内，其余的分布在大约3000公里的范围内，呈螺旋形排列。平方千米阵预计能够探测到宇宙大爆炸之后第一代恒星和星系形成时发出的电磁波、揭示磁场在恒星和星系演化过程中的作用、探测暗能量产生的种种效应，甚至有人希望能够接受到地外智慧生命发出的无线电信号。
平方千米阵计划始于1993年。在国际无线电科联在日本京都举行的大会上，10个国家的天文学家联合提议建造接受面积为1平方公里的巨型射电望远镜阵。初期选址有澳大利亚、南非、中国、阿根廷四个国家参加了角逐。2006年9月，中国和阿根廷的方案分别由于地理条件以及电离层不稳定而遭到否决。澳大利亚和南非因良好的无线电环境成为最后的候选者。澳大利亚的候选台址位于其西部，距离米卡萨拉（Meekatharra）大约100公里，南非候选站址位于北开普省的卡鲁盆地，距离卡那封（Carnarvon）大约95公里，部分天线将位于博茨瓦纳、纳米比亚、莫桑比克、马达加斯加、毛里求斯、肯尼亚、加纳等周边国家。
平方千米阵计划将于2008年左右选定最终建造地点，2010年开始建造，2015年试运行，2020年开始全面运行。整个项目预计将耗资16亿美元。
2012年5月25日，计划團隊原定於2016年開始在南非、澳洲等地興建平方千米阵。但在多次延期和费用上升之后，加上預期計劃不會在當地有基建工程。2019年3月12日，澳大利亚、中国、意大利、荷兰、葡萄牙、南非、英国共七个创始成员国在羅馬签署SKA天文台公约。新西兰政府於2019年7月4日宣布退出本計劃。2021年8月31日，中華人民共和國批准《成立平方公里阵列天文台公约》。

## 歷史
平方公里陣列 (SKA) 最初構思於1991年，並於1993年成立了一個國際工作小組。這導致了2000年第一份協議備忘錄的簽署。
在規劃初期，中國競相主辦SKA，提議在西南省份的天然石灰岩窪地（喀斯特地形）中建造幾個大型碟形天线； 中國將他們的提議命名為"平方公里射電合成望遠鏡"（Kilometer-square Area Radio Synthesis Telescope, KARST）。

位於卓瑞爾河岸的平方公里陣列 (SKA)總部，背景是洛弗尔望远镜。

2011年4月，英國柴郡曼徹斯特大學卓瑞爾河岸天文台被宣佈為計畫總部所在地。 2011年11月，平方公里陣列 (SKA)組織作為一個政府間組織成立，該計畫從合作轉變為獨立的非營利公司。

## 先驅設施、探路者和設計研究
許多團體正在全球致力於開發 SKA 所需的技術和流程。 他們對國際SKA計畫的貢獻可分為：先驅設施、探路者或設計研究。
- 先驅設施：位於兩個SKA候選地點之一的望遠鏡，正在進行SKA相關活動。
- 探路者：執行SKA相關技術、科學和操作活動的望遠鏡或計畫。
- 設計研究：對SKA設計的一個或多個主要子系統的研究，包括原型的構建

### 先驅設施

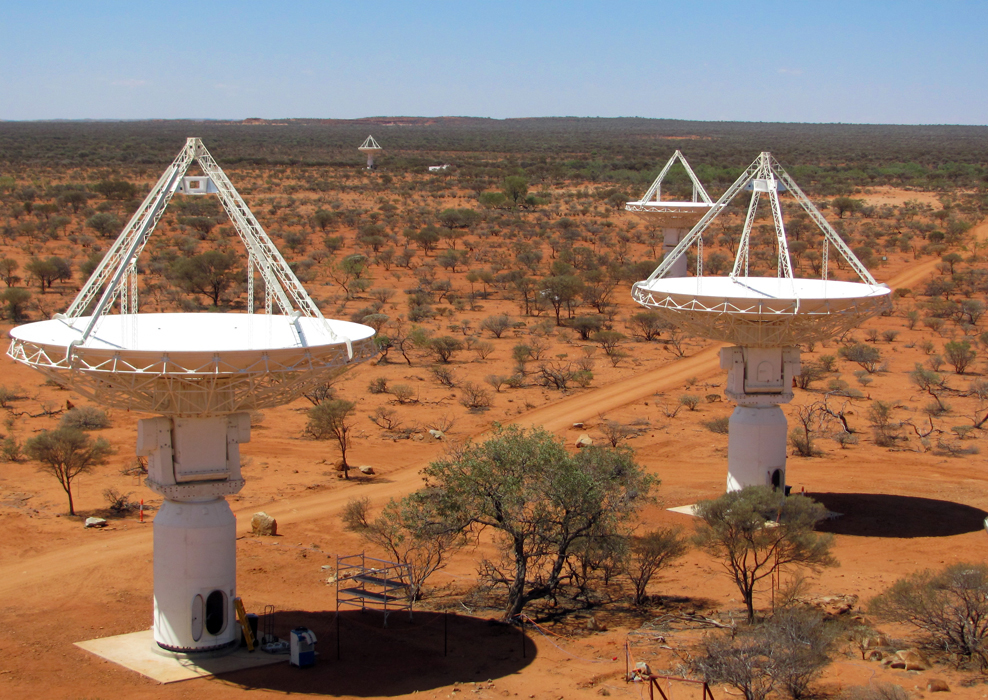
CSIRO在西澳大利亞 MRO 的ASKAP天線

#### 澳大利亚平方千米阵探路者
澳大利亚平方千米阵探路者是一個耗資 1 億澳元的項目，建造了一個由 36 個 12 公尺天線組成的望遠鏡陣列。 它採用先進的創新技術（例如相控陣饋源）來提供寬廣的視野（30 平方度）。 ASKAP 是由联邦科学与工业研究组织 (CSIRO)在默奇森射電天文台(MRO)站點建造的，該站點位於西澳大利亞中西部地區的布爾迪(Boolardy)附近。 全部36個天線及其技術系統已於2012年10月正式啟用。

#### MeerKAT

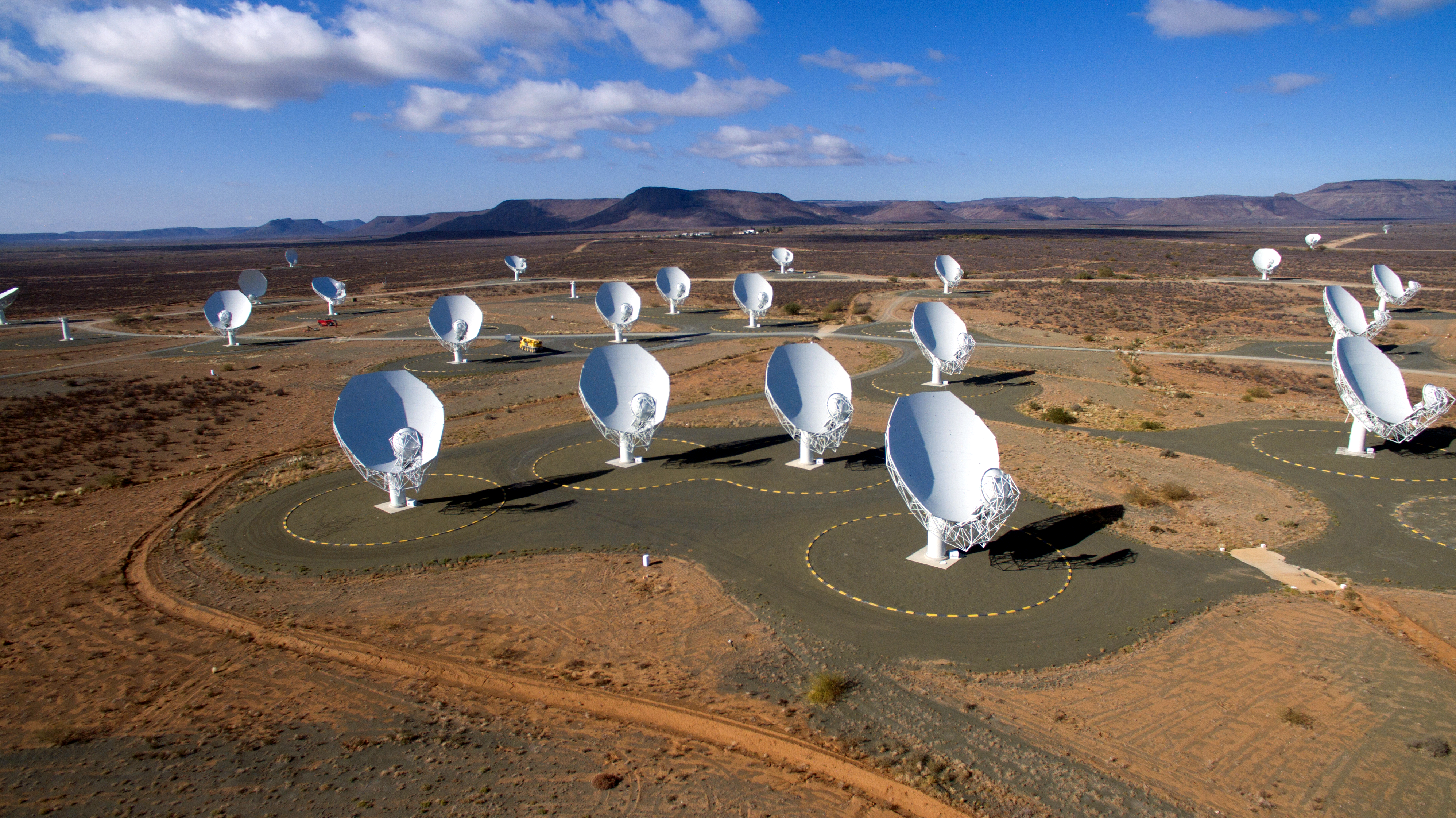
卡魯 Meerkat National Park 的 MeerKAT 望遠鏡

MeerKAT是南非北开普省卡魯地區的一個項目，由64個直徑13.5公尺的碟形陣列組成，是世界一流的科學儀器，也是為了幫助“平方千米阵”(SKA) 開發技術而建造的。

#### 默奇森寬場陣列 (MWA)
默奇森寬場陣列是一個工作頻率範圍為80-300MHz的低頻射電陣列，於2018年開始在西澳大利亞默奇森射電天文台站點升級運作。

### 探路者
- 韦斯特博克综合孔径射电望远镜 (Apertif)[16]
- 甚长基线干涉测量[17][來源可靠？]
- 多元射电联合干涉网[18]
- 甚大天线阵[19]
- 巨米波電波望遠鏡[20]

#### 艾伦望远镜阵
加州的艾伦望远镜阵使用創新的6.1m偏移格里高利碟形天線，配備寬頻單饋源，覆蓋頻率從500MHz 到11GHz。 到2017年，投入運作的42元件陣列將擴展到350個元件。 碟形設計探索了低成本製造方法。

#### 低频阵列
國際低频阵列(Low-Frequency Array, LOFAR)望遠鏡是一個由荷蘭主導的耗資1.5億歐元的項目，是一個遍布北歐的新型低頻相控孔徑陣列。 它是一款覆蓋10至240MHz低頻的全電子望遠鏡，於2009年至2011年上線。

## 項目風險與反對
南非優先天文地點的潛在風險受到2007年《天文學地理優勢法案》的保護。 該法案專門支持南非SKA申辦，禁止所有可能危及核心天文儀器科學運作的活動。 2010 年，當荷蘭皇家殼牌公司申請使用水力壓裂法勘探卡魯地區頁岩氣時，人們對執行這項法律的意願提出了擔憂，這項活動可能會增加該地點的無線電幹擾。

## 平方千米阵的科學目標
平方千米阵選擇了以下五個主題作為其主要項目。
- 星系的誕生與演化、暗能量
- 透過觀測脈衝星和黑洞驗證重力
- 宇宙磁場的起源與演化
- 探索太陽系外行星及其上的生命形式
- 宇宙第一顆天體的誕生